# ACSI Atletica Campidoglio
L'ACSI Atletica Campidoglio è una società sportiva di atletica leggera di Roma.

## Storia
La società è nata nel 1964 con atleti provenienti dalla Libertas Aurora, prendendo il nome di Libertas Campidoglio. Dal 1978 al 1986 è affiliata alla UISP e il nome diventa UISP Campidoglio. Nello stesso periodo collabora con la Polisportiva Popolare Roma 6 Villa Gordiani guidata da Mauro Pascolini, che fa confluire nelle sue file molti giovani atleti che contribuiscono ad affermare la società come una delle più forti nel panorama laziale. Nel 1994 in seguito alla fusione con l'Atletica Palatino e in seguito all'affiliazione con l'ACSI avvenuta nel 1991, nascono l'ACSI Campidoglio Palatino e l'ACSI Palatino Campidoglio, la prima squadra maschile, la seconda femminile. Entrambe ottengono buoni risultati anche in gare di livello nazionale, tra finali secondarie dei campionati di società, campionati italiani giovanili e assoluti, e anche nel settore master. Nel 2013 l'ACSI Palatino Campidoglio si fonde con l'Audacia Record Atletica per dare vita all'ACSI Italia Atletica, società femminile tra le più forti in Italia, vincitrice di numerosi scudetti. L'ACSI Campidoglio Palatino, divenuta società sia maschile che femminile, dopo aver vinto la finale Bronzo ad Orvieto nel 2019, milita attualmente nella serie argento dei campionati italiani di società.
Nel 2024, in seguito all'eliminazione della denominazione "Palatino", la squadra prende il nuovo nome di ACSI Atletica Campidoglio

## Atleti più rappresentativi
Fra gli atleti più rappresentativi ci sono Francesco Basciani (record personale di 10"32 nei 100 m), oro con la staffetta 4×100 metri agli Europei under 23 di Ostrava 2011, Matteo Iachini (record personale di 46"57 nei 400 m), argento ai Campionati del Mediterraneo under 23 con la staffetta 4×400 metri, e Simone Forte (record personale di 16,62 m nel salto triplo), 5º ai Campionati mondiali allievi di Donec'k 2013.